# アントルメティエ
『アントルメティエ』は、原作：早川光、作画：きたがわ翔による日本の漫画作品。監修は高木康政（「ル パティシエ タカギ」オーナーシェフ）。集英社の青年漫画雑誌『グランドジャンプ』で2012年12号から2013年14号まで連載。単行本は全4巻。パティシエを主人公にした料理・グルメ漫画である。

## あらすじ
老舗の和菓子屋の娘・小椋（おぐら）かのこは、洋菓子を作りたかったため父親と対立し、家を出て喫茶店でアルバイトをしながら、店で出すシュークリームを作っていた。偶然立ち寄った超一流パティシエ・城ヵ崎は、かのこが作ったシュークリームの味に驚き、銀座の最高級ホテル内にある自分のパティスリーにかのこを引き抜く。そこではイケメンパティシエ達が製菓の世界大会「クープ・デュ・モンド」を目指して鎬を削っていた。かのこは持ち前のセンスで頭角を現し、有名人の結婚披露宴に供するアシェット・デセール（皿盛りデザート）などの困難な仕事に挑戦しながら成長していく。

## 主な登場人物
小椋 かのこ（おぐら かのこ）
主人公。金沢で江戸時代から続く老舗の和菓子屋「小椋屋」の娘で、本来は店を継がなければならない立場だったが、洋菓子の道に進みたかったため家を出た。専門学校で学んだ事は無く、パティシエの知識も無いが、和菓子の修行で培った腕力とセンスに加え、果物の食べ頃を嗅ぎ分ける鼻を持っており、完璧なマリアージュである。
ジャン・ピエール・城ヵ崎（ジャン・ピエール・じょうがさき）
銀座のホテル「ラファイエット東京」内にあるパティスリーのシェフ。レジオンドヌール勲章を受章するほど国際的に活躍する人物。冷徹な仮面の裏には照れ屋な面も持ち合わせている。

### スイーツヘブン
城ヵ崎の店で各パートのチーフを務めるイケメンパティシエ4人の総称。
東宮 正己（ひがしみや まさき）
アントルメティエ（生菓子担当）。顎鬚を蓄えたワイルドな容貌の熱血漢で、店のエース格。後にホテルの姉妹店「ラファイエット六本木」開店に伴い、かのこと共に出向する。プロ意識が高く、ひょんなことから新入りとなったかのこにも手厳しいが、店に友人が遊びに来るなど友達付き合いは悪くない。
冷観世 秀一（れいかんぜ しゅういち）
グラシエ（冷菓担当）。長身でクール。果物に精通しており、市場に出回っていない品種を農家から直接調達してくるほど顔が広い。
川名 崇生（かわな たかお）
ショコラティエ。天才肌のメガネ男子で、アロマに関して一家言持っている。ゲームが好きでPSPを所持している。
逢坂 智也（おうさか ともや）
フーニエ（焼菓子担当）。大手菓子メーカーの御曹司で、童顔だが女性に手が早い。
竹下（たけした）
城ヵ崎の店の下っ端。かのこの教育係となるが、クリーム作りの失敗をかのこにフォローしてもらう。
北森 伸（きたもり しん）
ラファイエット六本木の開店に伴いフランスから呼び戻された超一流パティシエ。惣菜作りを得意としており、デザートにおいても果物をフライパンで焼いて甘さを引き出したり、スパイスでアクセントを付けるといったテクニックを使いこなす。東宮とかのこを厳しく鍛える。
真希（まき）
東宮と同期で城ヵ崎の店に入ったが、自分の目指すケーキが作れないと言って3年で辞めた。現在は西麻布でアシェットデセール専門店を開いている。作中では「マキ」と表記されることが多い。
唐木 龍臣（からき たつおみ）
フリーのパティシエ。多くのパティスリーで臨時の仕事をしてそれぞれの店から技術を盗み、クープ・デュ・モンド優勝を目指している。

## コミックス
- 早川光（原作）・きたがわ翔（漫画）・高木康政（監修）『アントルメティエ』 集英社〈ヤングジャンプコミックス〉、全4巻
  1. 2012年10月19日発売 ISBN 978-4-08-879444-0
  2. 2013年1月18日発売 ISBN 978-4-08-879513-3
  3. 2013年4月19日発売 ISBN 978-4-08-879553-9
  4. 2013年7月19日発売 ISBN 978-4-08-879640-6